# グスタボ・アルファロ
グスタボ・アルファロ（Gustavo Julio Alfaro、1962年8月14日 - ）は、アルゼンチンの元サッカー選手、指導者。ポジションはミッドフィールダー。

## 経歴
1990年代から約20年に亘ってアルゼンチンのクラブの監督を歴任した。
2020年にエクアドル代表監督に就任。2022 FIFAワールドカップでは大会開幕戦で、開催国・カタールに勝利、2戦目でオランダに引き分けるなどしたが、グループステージ敗退となった。大会後の2023年1月に退任した。
2023年11月にコスタリカ代表監督に就任。コパ・アメリカ2024では、グループステージ3試合目でパラグアイに勝利したものの、グループステージ敗退。
コパ・アメリカ後の8月に退任、直後にパラグアイ代表監督に就任した。